# びーんず石油
『びーんず石油』（びーんずせきゆ）はDADADIDI（だだでぃでぃ）の4コマ漫画作品。竹書房の雑誌『まんがライフMOMO』で創刊号にゲスト掲載された後、創刊2号となる2003年9月号から2005年3月号まで連載され、コミックス発売にあわせ2005年9月号にゲスト掲載された。
2005年8月下旬に、単行本1冊にまとめられている。

## 概要
石油会社グループ財閥の娘、松永豊は、家を出て田舎のガソリンスタンドに住み込んで修行中。売り上げ増のために日々一生懸命努力しているものの、客が少なくてはサービスや宣伝も空回り気味。それでも健気に頑張る豊と、後から店員として配属された由貴とともに、田舎の小さなスタンドは今日も明るく元気に営業中。
一部を除き、最初の1コマ目は邸にいた頃の「お嬢様」の豊が描かれている。

## 主な登場人物
松永 豊 （まつなが ゆたか）
主人公。松永貿易副社長の一人娘。母親はすでに亡くしている。
年齢は不明だが、小学生のような体格。ハネ癖のある金髪のショートヘアーに、金色の瞳。
元気で前向き。修業先も、父が勧めた業績のよいスタンドではなく、最も業績が悪く、しかも店長が辞めて休業中だったスタンドを選んだ。
免許を持っているかは不明だが、車を動かすことはできるらしい。しかし身体が小さいため、ペダルに足を届かせようとすると前が見えなくなる。
コーヒー牛乳が好き。
大きな整備用のスパナが“武器”で、地下タンクの補充に来るお兄さんの毒舌にはこれを振るう。
まだまだ修行中。タイヤ交換をすれば走り出してすぐ外れるし、給油口のフタはつけ忘れ、車の整備をすれば仕上げは必ず爆発を起こす。
一生懸命過ぎて、由貴が来るまでまったく休日を取らなかった。
江藤 由貴 （えとう ゆき）
中盤から、豊のスタンドに配属された。副社長の秘書見習い。
やや癖のある黒いショートヘアーに黒い瞳。身長は普通。
人見知りが激しく、失敗するとすぐ落ち込んでしまう。
豊や先輩の崇子とは仲がいいが、健一にはいまだに慣れていない。
ガソリンスタンド店員としても見習いで、やはり給油口のフタをつけ忘れる。
人見知りが激しい一方で寂しがり屋。豊が帰省したわずかの間にでも、心細くなってしまったほど。
料理が得意。護身術も得意らしい。しかし力仕事は苦手。
補充のお兄さん
本名不明。外見はさわやかなお兄さん。びーんず石油のタンクローリーを運転し、スタンドの地下タンクの補充にやって来る。
毒舌家で、豊たちの前でつい失言をすることが多い。お詫びのために、豊の好きなコーヒー牛乳をいつも持っている。
豊には、お兄さんではなく「おじさん」と呼ばれている。
松永 健一 （まつなが けんいち）
豊の父。まだ若いが、松永貿易副社長にして、松永財閥の次期党首。
会社ではなく、自邸内の執務室で仕事をしている。作業は、大量の書類の決裁。
娘の豊を溺愛していて、田舎のガソリンスタンドに住み込みで働く豊のことをいつも気にしている。隙があれば仕事を抜け出して豊に会いに行こうとするが、必ず秘書の崇子さんに見つかっている。
クリスマスだけは、サンタに扮して豊に会いに行く。
水着は、なぜか前時代的な横縞全身タイツ風。
谷口 崇子 （たにぐち たかこ）
健一の秘書。濃い栗色のロングヘアー。瞳も栗色。
秘書としては非常に有能。健一のスケジュールから仕事の管理まで行う。
あの手この手で抜け出そうとする健一には、いつも手を焼いている。
夜更けに抜け出そうとした健一を、懐中電灯を持って現れて阻止したことがある。松永邸に住み込んでいる?
ハト
豊のスタンドにいつもやってくるハト。ドバトではなく全身が白い。2羽いる。鳴き声は「くるっくー」。
豊になついているように見えるが、実は単にエサ目当てらしい。
窓を開けたまま食事の準備をしていると、食材を盗って行くことがある。
クリスマスの鶏肉も気にせずつつく。
農家のおじさん
スタンドの近くで農業をやっている。
アップの時は、必ず顔の下半分より下だけで登場する。そのため、目が描かれたことがない。
あごに無精ひげを生やしている。
よくトラクターを運転して走っている。スタンド最寄りのバス停とスタンドの間で、豊や由貴を乗せてくれる。
時々、スタンドに農産物を差し入れてくれる。
小松崎 繁美 （こまつざき しげみ）
一応、健一の秘書だが、ふだんは松永邸の掃除などの雑用担当。
カーキ色のセミロングヘアーをツインテールにまとめ、小さい眼鏡をかけている。
ケンカした健一と崇子の仲直りをさせようとする等、意外とおせっかい。
連載終了近くに登場したため、出番はわずかだった。
連載中は名前すら出なかったが、単行本のカバー折り返しと、本体裏表紙に掲載された3本のおまけ漫画に登場し、ここで初めて名前が出た。

## 主な舞台
ガソリンスタンド
豊が住み込みで店長を務める。半年ほど経ってから、従業員としてやはり住み込みで由貴がやって来た。
豊が来るまでは、前の店長が辞めたので1か月ほど休業していたが、その間にかなり荒れてしまい、最寄りのバス停から送ってくれたトラクターのおじさんには「肝試しか?」と言われた。
整備用ピットの上はバルコニー風になっているが、豊が来た時はタイヤが大量に積まれていた。豊はそれを捨てるため下に転がし落としていたが、残り4つになった時に落としたタイヤが道に転がり出ていて、それに車が当たり転覆事故になってしまったので中止、今もタイヤ4つが積まれたまま残っている。
洗車機はない。屋根もなく、店舗の前に昔風の給油機が2台並んでいる。
風呂やキッチンなど、一通り生活できる設備はあるが、なぜか食器は丼ばかりだった。
裏手の塀の外に小さな倉庫があるが、整理してもすぐに乱雑になる。
倉庫には、なぜか子ども用のミニプールがあった。
布団やベッドはなく、豊や由貴は2階の事務室の床に寝袋で寝ている。
豊のアイデアにより、季節感のあるキャンペーンがいろいろと行われる。
レストルームも整備され、由貴が主担当として腕を振るい始めている。
松永邸
2階建の洋館。健一の私邸と仕事場を兼ねている。
執務室の椅子の下は「脱出口」に改造されたが、すぐ崇子に封印されたらしい。
初老の執事や、鼻の大きな料理長などがいる。
商店街
ガソリンスタンドの比較的近くにあるらしい。名前は「銀座通り」。
クレジットカードが使える店はない。銀行も近くにはなく、金融機関といえば農協。
日用品店、家具店、駄菓子屋、たばこ屋、甘味処、八百屋など、一通りの店は揃っていて、他に大型店などがないためか、それなりに賑わっている。
駄菓子屋には、昔懐かしいテーブル内蔵型のインベーダーゲームが置いてある。

## 主なアイテム
踏み台
身長が小さいため高いところに手が届かない豊が自作した。
初代は強度が足らず、豊が乗ったとたんにつぶれた。
2代目は頑丈になり、長く使われた。引き出しもついたが、本人もいらないと思っていたところに、補充のお兄さんにも「引き出しはいらない」と言われてしまった。
3代目は2代目とほぼ同じで「幸夫さん」という名前までついたが、完成直後に給油機の横に置いていたところ、来客の車に轢かれてバラバラになってしまった。
4代目も2代目とほぼ同じで「良太郎さん」と名前がついた。完成直後に、整備用ピットの前に置いていたところ、補充のタンクローリーに轢かれてぺちゃんこになった。
5代目があるはずだが、登場していない。
スパナ
全長約40cm。豊が補充のお兄さんの毒舌に怒った時に使われる。
踏み台の引き出しには入らない。
由貴にも専用の1本が与えられている。
テリーベアのぬいぐるみ
由貴がクリスマスプレゼントに健一からもらった。
由貴は「布団をお願いすればよかった」と後悔しまくった。

## 書誌情報
単行本 - 竹書房より「バンブーコミックス」として刊行されている。全1巻。
- 2005年8月27日初版発行、ISBN 4-8124-6219-3